# Chernobilita
La chernobilita es un mineral tecnogénico de silicato de zirconio cristalizado y con alto contenido en uranio (10%).
Fue descubierto en la central nuclear de Chernóbil tras el accidente que provocó una fusión de núcleo con las consecuentes filtraciones de material candente que fue cristalizándose siendo «la pata de elefante» la formación más conocida. La chernobilita es altamente radiactiva debido a la alta concentración de uranio aparte de estar contaminado por otros subproductos de fisión.